# Denair
Denair és una població dels Estats Units a l'estat de Califòrnia. Segons el cens del 2000 tenia 3.446 habitants.

## Demografia
Segons el cens del 2000, Denair tenia 3.446 habitants, 1.131 habitatges, i 907 famílies. La densitat de població era de 655,4 habitants per km².
Dels 1.131 habitatges en un 42,2% hi vivien nens de menys de 18 anys, en un 63,4% hi vivien parelles casades, en un 11,9% dones solteres, i en un 19,8% no eren unitats familiars. En el 15,4% dels habitatges hi vivien persones soles el 6,6% de les quals corresponia a persones de 65 anys o més que vivien soles. El nombre mitjà de persones vivint en cada habitatge era de 3,05 i el nombre mitjà de persones que vivien en cada família era de 3,41.
Per edats la població es repartia de la següent manera: un 29,7% tenia menys de 18 anys, un 9,3% entre 18 i 24, un 27,2% entre 25 i 44, un 24,1% de 45 a 60 i un 9,7% 65 anys o més.
L'edat mediana era de 34 anys. Per cada 100 dones de 18 o més anys hi havia 97 homes.
La renda mediana per habitatge era de 41.399 $ i la renda mediana per família de 46.538 $. Els homes tenien una renda mediana de 38.598 $ mentre que les dones 28.929 $. La renda per capita de la població era de 15.278 $. Entorn de l'11,1% de les famílies i el 16,1% de la població estaven per davall del llindar de pobresa.

## Poblacions més properes
El següent diagrama mostra les poblacions més properes.